# Mimas (Mythologie)
Mimas (altgriechisch Μίμας Mímas) ist ein Gigant der griechischen Mythologie. Er ist einer der Söhne von Gaia.
In der Gigantomachie wurde Mimas als ein Gegner des Zeus, Ares oder Hephaistos dargestellt und wurde mithilfe von Herkules im Kampf getötet.
Mimas soll unter dem Mimas Mons begraben liegen, entweder einem Berg an der ionischen Küste nördlich von Erythrai (heute der Boz Dağ mit der Stadt Karaburun in der Türkei), oder unter einem nicht genau lokalisierten, den Rhodopen benachbarten thrakischen Vorgebirge.
Der Saturnmond Mimas wurde nach ihm benannt.